# Бигби, Лайл
Лайл Рэндолф Бигби (англ. Lyle Randolph Bigbee, 22 августа 1893, Уотерлу, Орегон — 3 августа 1942, Портленд, там же) — американский бейсболист , питчер. Выступал в Главной лиге бейсбола за «Филадельфию Атлетикс» и «Питтсбург Пайрэтс». Также провёл три игры за клуб Национальной футбольной лиги «Милуоки Баджерс».

## Биография
Лайл родился 22 августа 1893 года в городе Уотерлу на северо-западе штата Орегон. Он был вторым из трёх детей в семье учителей Клейборна и Калли Бигби. Его младший брат Карсон впоследствии также стал профессиональным бейсболистом. Все три брата учились в старшей школе Олбани, а во время каникул играли за полупрофессиональную команду «Олбани Атлетикс» в Лиге долины Уилламетт. Лайл также играл в баскетбол, в 1911 году в составе школьной команды стал победителем чемпионата Западного Орегона. Сфера его интересов не ограничивалась спортом — он два года избирался президентом класса и участвовал в деятельности литературного клуба.
В 1912 году Лайл окончил школу и поступил в Орегонский университет. Помимо учёбы, он продолжал играть в бейсбол и футбол, где выходил на поле на позиции хавбека. Он также работал клерком в железнодорожной компании Орегон Электрик. В июне того же года Бигби попал под поезд, но избежал серьёзных травм, уже через месяц вернувшись на бейсбольное поле — во время летних каникул он продолжал играть за «Атлетикс». В последующие три года он продолжил играть за университетские команды в трёх видах спорта. 
Весной 1916 года Бигби окончил университет и подписал контракт с «Портленд Биверс» из Лиги Тихоокеанского побережья. На сборы он поехал вместе с Карсоном, но оба в состав пробиться не смогли и уехал в более скромную «Такому Тайгерс». На карьеру Лайла повлияла травма руки, полученная им ещё в колледже. Уже в мае его отчислили из клуба и большую часть сезона он играл за полупрофессиональную команду из Кламат-Фоллс. Там он стал настоящей звездой и как питчер, и как отбивающий с эффективностью 47,0 %. Однако, после поражения в последней игре чемпионата против соперников из Уида, именно Бигби обвинили в сговоре и умышленной сдаче матча. 
Тем не менее, успешный год дал ему ещё один шанс пробиться в состав «Портленд Биверс». В сезоне 1916 года Лайл сыграл за команду в восьми матчах и получил предложение выступать за неё и в следующем чемпионате. Помешали этому планы проведения предсезонных сборов на Гавайях. Команда отправилась туда морским путём и за время путешествия Бигби набрал лишний вес, который начал мешать его подаче. В результате «Портленд» отказался от его услуг. Лайл планировал вернуться в Кламат-Фоллс, но в итоге оказался в «Спокан Индианс». Сезон был сокращён из-за вступления США в Первую мировую войну, но он успел принять участие в восемнадцати играх команды.
Сначала Лайл работал на верфи в Сиэтле, а осенью 1917 года попытался записаться на службу на флот. Туда его не взяли из-за проблем с речью. Позднее Бигби всё же был призван в армию, но война закончилась спустя несколько месяцев, которые он провёл на военной базе Кэмп-Льюис. Весной 1919 года он вернулся в бейсбол в составе «Сиэтл Рейнирс». По ходу чемпионата Лайл время от времени испытывал проблемы с контролем подачи, а после замен конфликтовал с тренерами, считая что они испытывают к нему личную неприязнь. Сезон он завершил с одиннадцатью победами и тринадцатью поражениями при пропускаемости 4,58. Несмотря на не самый хороший результат, в декабре «Филадельфия Атлетикс» отдала за него «Сиэтлу» трёх игроков. 
Главный тренер «Атлетикс» Конни Мак тоже не смог найти подход к Бигби. В двенадцати играх его показатель пропускаемости составил 8,00. Не смог Лайл проявить себя и как бьющий — его эффективность в тринадцати матчах на позиции аутфилдера составила всего 19,1 %. В межсезонье он вернулся в Орегон, где в феврале 1921 года женился на Ните Пейдж. 
Весной на сборах «Атлетикс» Бигби получил травму руки и Конни Мак отправил его набирать форму в «Ньюарк Беарс» из Международной лиги. Несмотря на продолжавшиеся проблемы с точностью подачи, Лайл в составе Беарс одержал девять побед при шести поражениях с пропускаемостью 2,60. После этого он оказался в составе «Питтсбург Пайрэтс», где в тот момент играл его брат Карсон. Там Лайл играл немного — в пяти матчах он провёл на поле всего восемь иннингов. 
В 1922 году Бигби, недовольный своим игровым временем, пытался найти команду на Западном побережье, ближе к дому. Это ему не удалось и сезон он провёл в составе «Милуоки Брюэрс» из Американской ассоциации. В играх за команду на его счету было по одиннадцать побед и поражений с пропускаемостью 4,97. В атаке он действовал эффективнее и с показателем отбивания 35,7 % стал вторым отбивающим в команде. В межсезонье Лайл присоединился к команде НФЛ «Милуоки Баджерс», но принял участие лишь в трёх матчах и получил перелом плеча. Эта травма приблизила завершение и его бейсбольной карьеры. 
Сезон 1923 года Бигби начал в «Брюэрс», но вскоре был обменян в «Луисвилл Колонелс». Большую часть чемпионата он провёл в качестве полевого игрока, так как эффективность его подач продолжала падать. В межсезонье Лайла обменяли в «Лос-Анджелес Энджелс», за которых он сыграл восемнадцать матчей в 1924 году, прежде чем был отчислен. 
Бигби продолжил играть за различные полупрофессиональные команды на Западном побережье, вместе с семьёй часто меняя место жительства. После смерти отца в 1928 году он вернулся в Орегон и поселился на его ферме. В второй половине 1930-х годов его брак распался. Нита уехала в Сан-Диего, а Лайл переехал в шахтёрский город Санта-Рита в Нью-Мексико. С началом Второй мировой войны он вернулся в Орегон, работал на верфи в Портленде. Третьего августа 1942 года Лайл Бигби покончил с собой.